# أرضي بفلفلها الحلو (فلم)
أرضي بفلفلها الحلو (بالإنجليزية:My Sweet Pepper Land) فيلم للمخرج الكردي «هينر سليم».

## قصة الفيلم
يتناول الشريط بطل حرب كردي يُدعى باران (كوركماز أرسلان) يعمل في اربيل، لكنه سرعان ما يشعر بقلة الفائدة ويقرر على أثرها الانتقال والعمل في قريةٍ أخرى تقع على الحدود بين تركيا وإيران والعراق. ولكن تلك القرية لا تعرف القانون ويكثر فيها تهريب المخدرات والأدوية والكحول. تبدأ مشكلته في القرية بعدما يصطدم بإجا عازي زعيم قبيلةٍ شرس، لا يعرف الرحمة ويتخذ من الإجرام منهجًا. يلتقي باران بالمُدرسة كوفيند (جولشيفتي فرحاني) التي تعمل بمدرسةٍ بالقرية ويتم رفضها هي أيضًا من قبل أهل القرية، حيث أنها غريبة ولا تتبع قانون القرية. . وسرعان ما يتعرّف الشرطيّ إلى معلّمةٍ جميلةٍ تعاني من رفض المجتمع الكردي لها بسبب اختيارها حياة العزوبيّ ة والإستقلاليّة. فيلمٌ يضعُ مفهوم «الشرف» تحت مجهر مجتمعٍ غارقٍ في العادات البالية.
المخرج الّذي أقصاه صدام حسين في عمر السابعة عشرة من كردستان العراق، لم يترك موطنه لحظةً واحدة. ستّةُ أفلامٍ طَبَعَت مسيرتهُ السينمائيّة النضاليّة من أجل تحقيق حلمِه وحلم كثيرين: استقلال كردستان. عندما يتحول الوسيط – السينما – إلى رافعة في خدمة «القضية»؛ والسياسة، التي تتوسلها هذه الأخيرة، ما تتميّز به أفلام «هينر سليم». في إنتاجه الأخير: My Sweet Pepperland، سيجول بنا المخرج في قلب كردستان بلوحاتِه الطبيعيّة على إيقاعاتِ آلةِ الهانغ الموسيقيّة. قد يكون رجلُ القانون متشدّدًا في تطبيق الأنظمة، لكن هل من استثناءاتٍ عندما يتعلق الأمر بقضيّة إنسانيّة محقّة؟

## الجوائز
- حصد الجائزة الذهبية في الدورة 49 من مهرجان شيكاغو السينمائي الدولى